# Luisago
Luisago (lombardul: Luisagh) település Olaszországban, Lombardia régióban, Como megyében. Lakosainak száma 2759 fő (2023. január 1.). Luisago Casnate con Bernate, Fino Mornasco, Villa Guardia, Cassina Rizzardi és Grandate községekkel határos.

## Népesség
A település lakossága az elmúlt években az alábbi módon változott:
| Lakosok száma | 2761 | 2752 | 2759 |
|               | 2017 | 2018 | 2023 |